# Pernille Holbøll
Pernille Holbøll (født 28. december 1981 i Hellerup) er en dansk journalist. Hun var ansvarshavende chefredaktør på B.T. fra midten af maj 2022 til august 2023.
Holbøll er uddannet journalist fra DMJX fra 2006 til 2010 og studerede forinden jura på Københavns Universitet fra 2003 til 2006. Hun var chefredaktør på Ekstra Bladet fra december 2019 til november 2021, hvorefter hun skiftede til en stilling som direktør i bettingfirmaet Better Collective, hvor hun startede 1. marts 2022 efter overstået barsel. Tidligere havde hun været ansat på Ekstra Bladet (2010-2012 og 2015-2019), DR (2012-2013), TV 2 (2013) og Metroxpress (2014).
Holbøll blev ansvarshavende chefredaktør på B.T. efter Michael Dyrby som forlod jobbet i december 2021. Hun blev afløst på posten af Simon Richard Nielsen i 2023.